# FreeStyleWiki
FreeStyleWikiはPerlで書かれたウィキクローンである。略称はFSWiki。
機能がプラグイン方式で実装されており、拡張性が高い。スキンによりスタイルを変更可能。ユーザー管理機能やPDF作成機能がある。
軽量版のFSWikiLiteもある。

## 公式サイト
公式サイトにはユーザー開発のプラグインの投稿場所がある。
旧ドメイン名 fswiki.orgは失効した。

## 関連文献
- 竹添直樹『入門Wiki―みんなで投稿/編集できるWebの作りかた』（2006年）ISBN 9784839920807